# نارک زینالیان
نارک آرتاوازدی زینالیان (ارمنی: Նարեկ Արտավազդի Զեյնալյան؛ زادهٔ ۱۸ آوریل ۱۹۷۹) یک سیاستمدار و پزشک کودک اهل ارمنستان است که از تاریخ ۲۰۱۹ تا کنون سمت نمایندگی دوره‌های هفتم و هشتم مجلس ملی جمهوری ارمنستان را برعهده دارد.

## زندگی‌نامه
در ۱۸ آوریل ۱۹۷۹ در ایروان به دنیا آمد و از دانشگاه پزشکی دولتی ایروان فارغ‌التحصیل شد. 